# Pultenaea hibbertioides
Pultenaea hibbertioides är en ärtväxtart som beskrevs av Joseph Dalton Hooker. Pultenaea hibbertioides ingår i släktet Pultenaea och familjen ärtväxter. Inga underarter finns listade i Catalogue of Life.